# 倫巴哈街猶太會堂

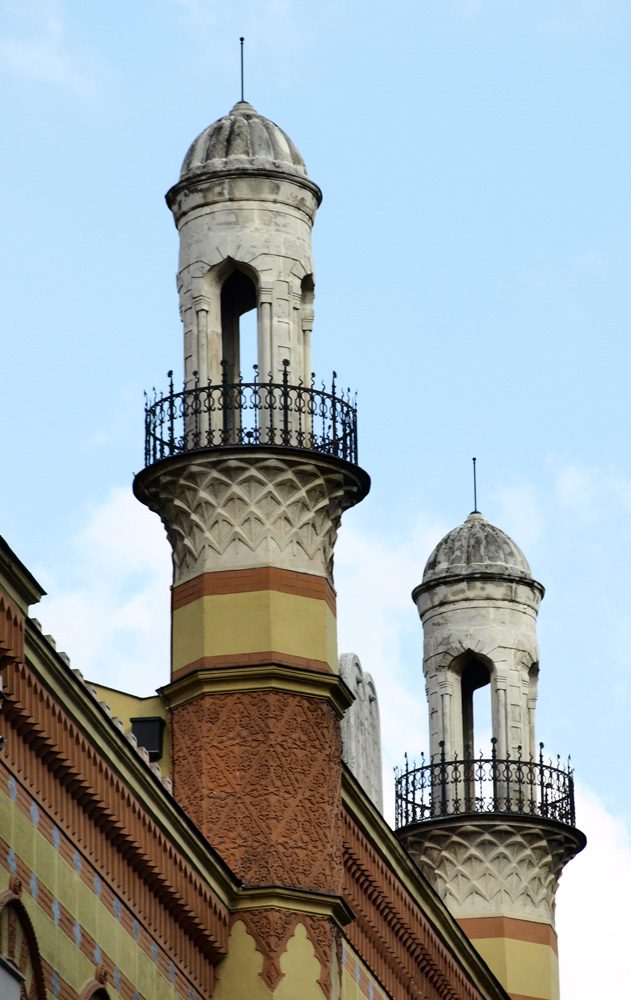
倫巴哈街猶太會堂

倫巴哈街猶太會堂（匈牙利語：Rumbach utcai zsinagóga）是匈牙利首都布達佩斯的一座猶太會堂，位於布達佩斯市中心。這座猶太會堂修建於1872年，設計者是維也納建築家。猶太會堂的外觀是摩爾復興式建築。